# もっと走れっ!!
『もっと走れっ!!』（もっとはしれっ）は、私立恵比寿中学の6枚目のインディーズシングルである。2011年10月5日にスタデジ（STARDUST DIGITAL）から発売された。

## チャート成績
- オリコンデイリーチャート7位を記録[7]。
- 2011年11月14日付オリコンCDシングル週間ランキングで46位を獲得した[8]。

## 収録曲
（私立恵比寿中学：瑞季、宮崎れいな、真山りか、杏野なつ、安本彩花、廣田あいか、星名美怜、鈴木裕乃、松野莉奈、柏木ひなた）
1. もっと走れっ!!
作詞・作曲・編曲：前山田健一
Chorus：廣田あいか・柏木ひなた
オッフェンバックの「カンカン（ギャロップ）」がサンプリングされている。
姉妹グループの楽曲に「走れ!」（ももいろクローバー）、「もーちょっと走れ!!!」（チームしゃちほこ）などがある。
2. 売れたいエモーション!
作詞・作曲・編曲：さつき が てんこもり
Chorus：安本彩花・廣田あいか・柏木ひなた
リアレンジされた新9人バージョンの『まだ×2売れたいエモーション!』が配信シングルとして2022年10月26日に配信開始[9]
3. 永遠に中学生
作詞・作曲・編曲：前山田健一
Chorus：安本彩花・廣田あいか・柏木ひなた
2014年12月19日のライブ音源『永遠に中学生(エビ中 真冬の北半キュリスマス2014 ver.)』が2015年4月1日に配信開始
同じく前山田健一が作詞作曲した「フォーエバー中坊」がアルバム『エビクラシー』（2017年）に収録されている
4. もっと走れっ!!（Off Vocal ver.）
5. 売れたいエモーション!（Off Vocal ver.）
6. 永遠に中学生（Off Vocal ver.）